# Ford Super Duty
Ford F-Series Super Duty (скорочено Ford Super Duty) — сімейство вантажних пікапів (понад 8500 фунтів (3900 кг) GVWR), введене в 1998 році для 1999 модельного року. Моделі від F-250 до F-550 Super Duty збираються на заводі вантажівок Кентуккі в Луїсвіллі, штат Кентуккі. F-650 і F-750 Super Duty збиралися на Блакитному заводі вантажівок Алмаз в Мексиці. На основі Super Duty розроблений повнорозмірний SUV Ford Excursion.
Автомобілі комплектуються шести, восьми або десяти-циліндровими бензиновими і дизельними двигунами об'ємом від 3,9 до 7,3 л потужністю до 446 к.с.
Супер вантажівки — більші, важчі від попередньої серії важких пікапів F-250 і F-350.

## Перше покоління (P221)

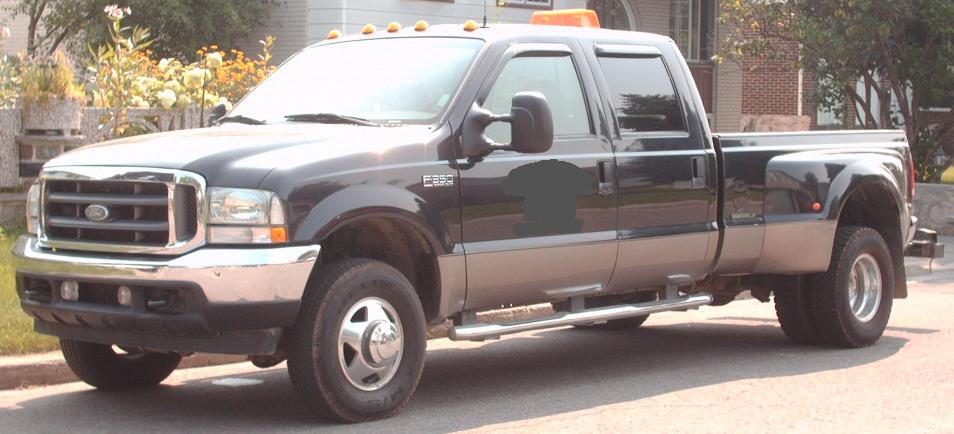
Ford F-350 Super Duty 1 (1998—2004)

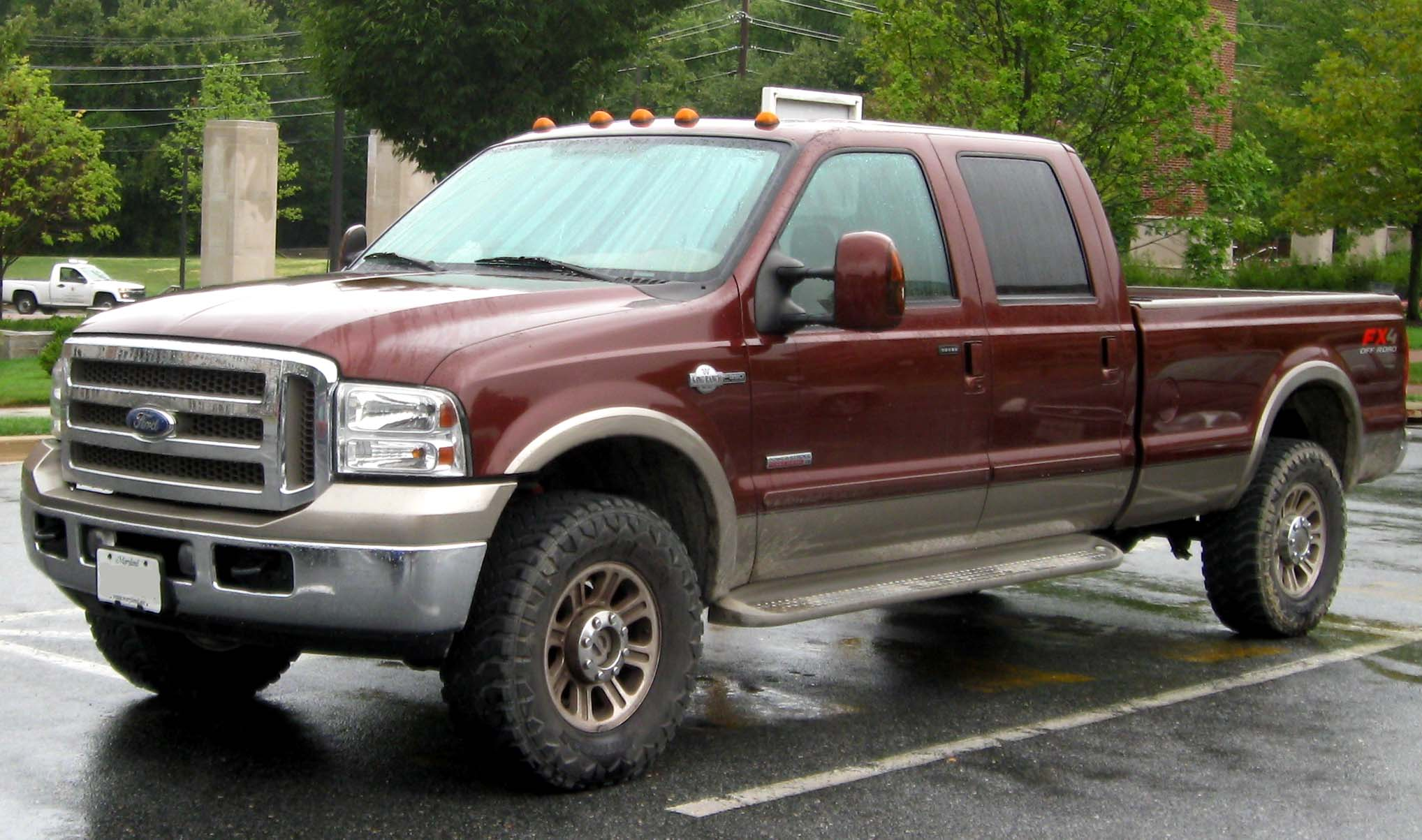
Ford F-350 Super Duty 1 (2005—2007)

В 1998 році дебютував Ford Super Duty першого покоління. В цьому поколінні найпотужніші з доступних агрегатів були бензиновий V10 6.8 Triton (до 367 к.с. і 620 Нм, в залежності від року випуску) і дизельний V8 7.3 PowerStroke (до 279 к.с. і 712 Нм).
В 2005 році модель оновили. змінивши зовнішній вигляд і оснащення.

## Друге покоління (P356)

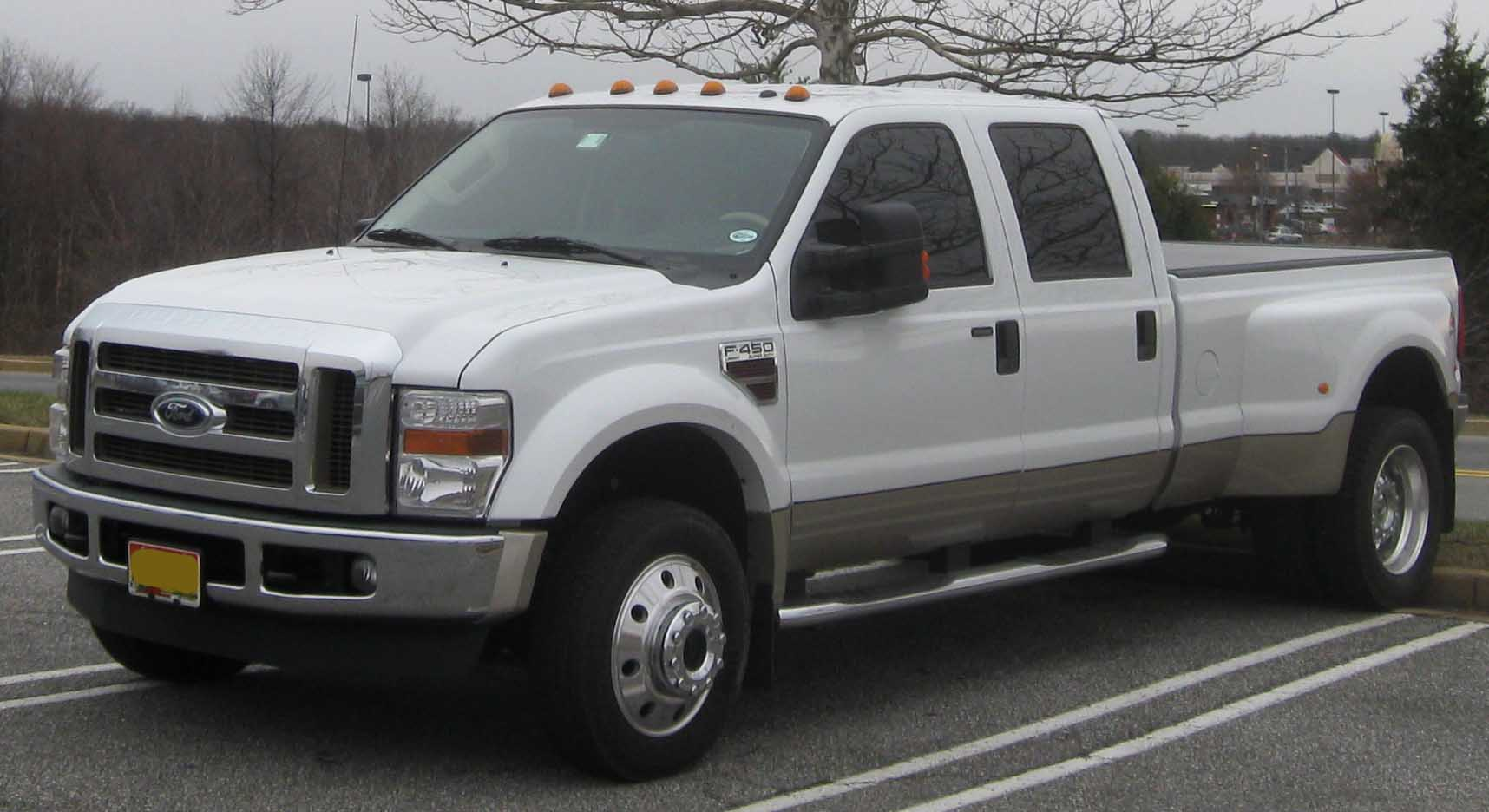
Ford F-450 Super Duty 2 (2008—2010)

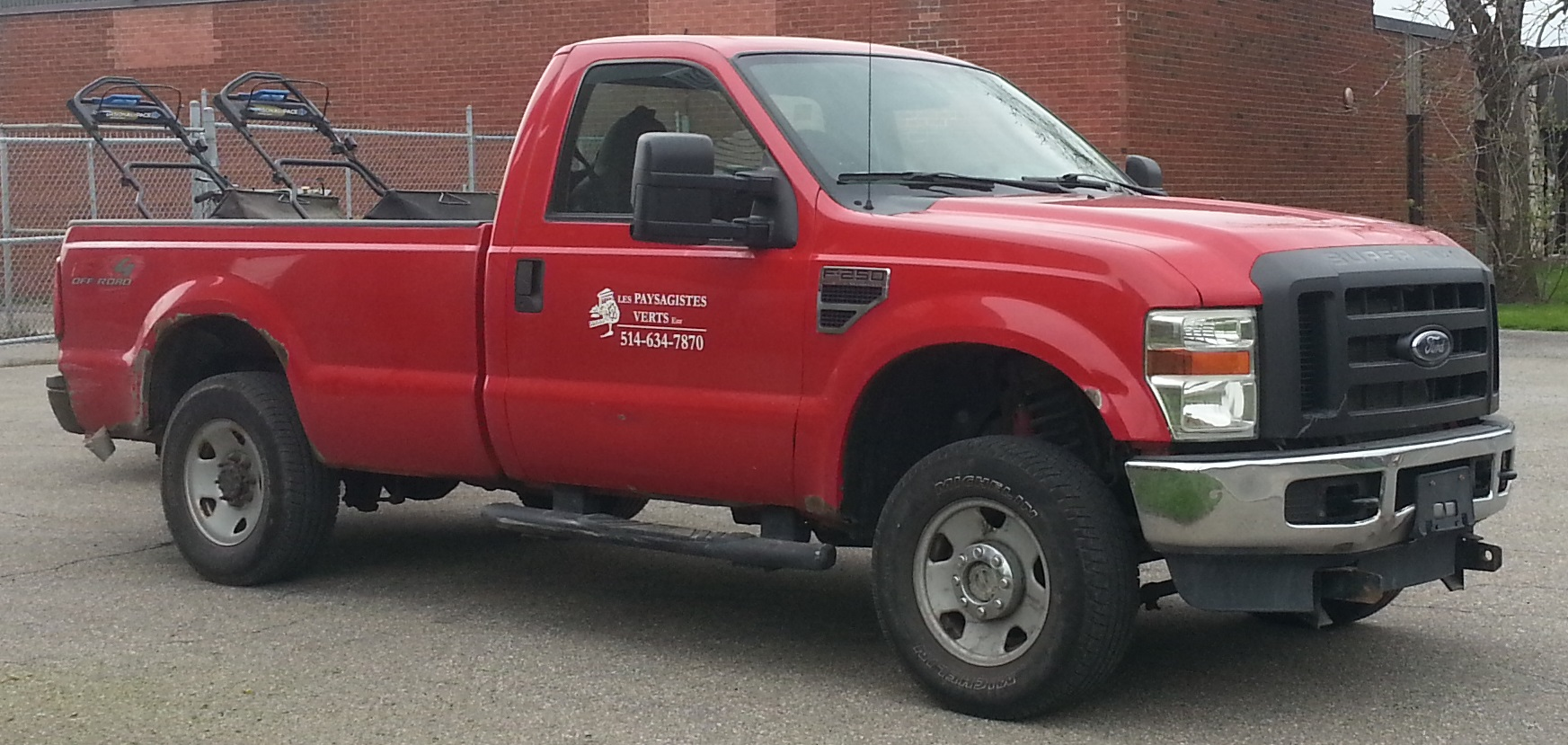
Ford F-250 Super Duty 2 (2008—2010)

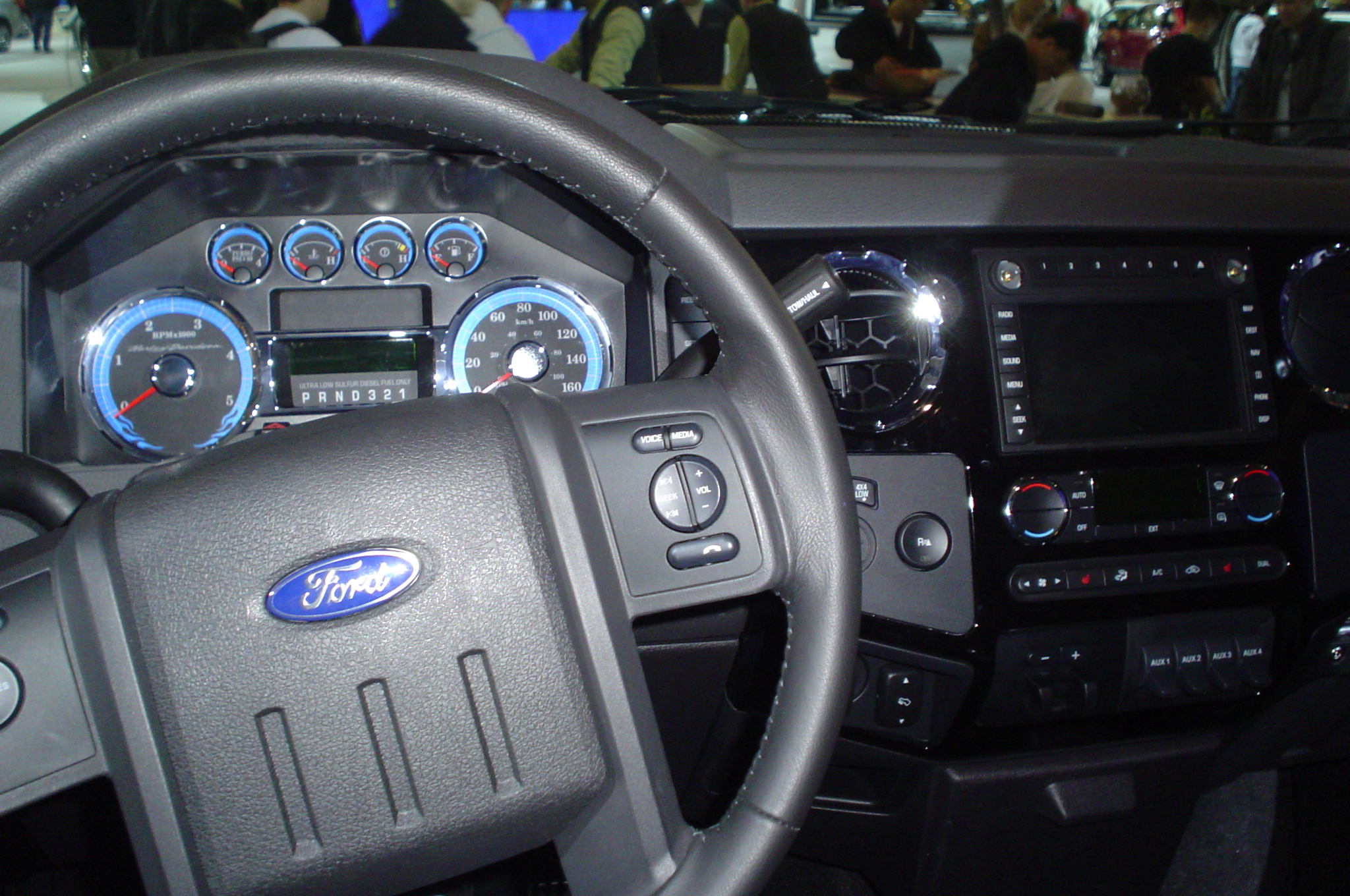

В кінці 2006 року дебютував Ford Super Duty другого покоління. В цьому поколінні найпотужнішими були бензиновий V10 6.8 Triton (до 367 к.с. і 620 Нм) і дизельний V8 6.4 PowerStroke (до 355 к.с. і 881 Нм).

### Двигуни
Бензинові:
- 5.4 л Triton V8
- 6.8 л Triton V10

Дизельний:
- 6.4 л Power Stroke V8

## Третє покоління (P473)

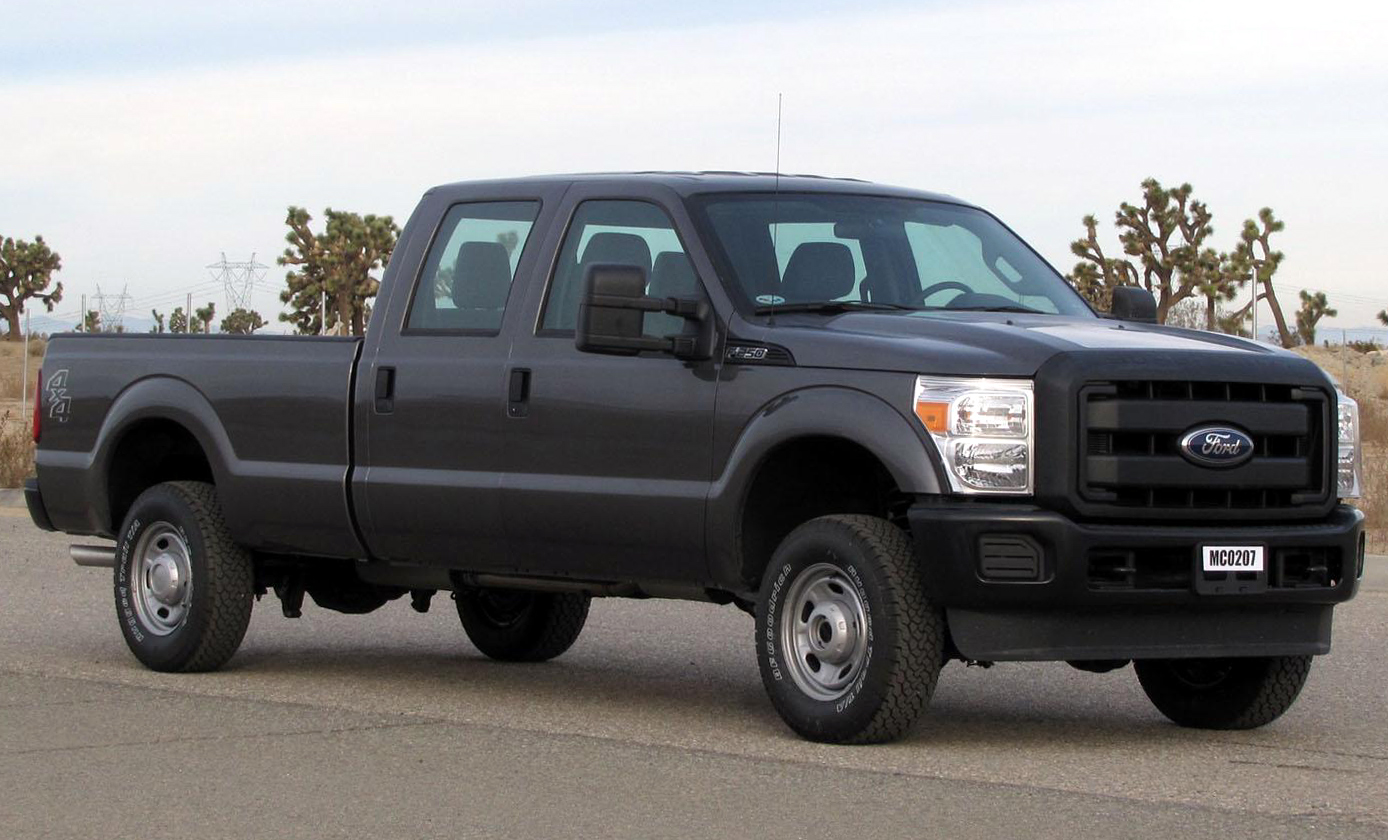
Ford F-250 Super Duty 3 (2011—2016)

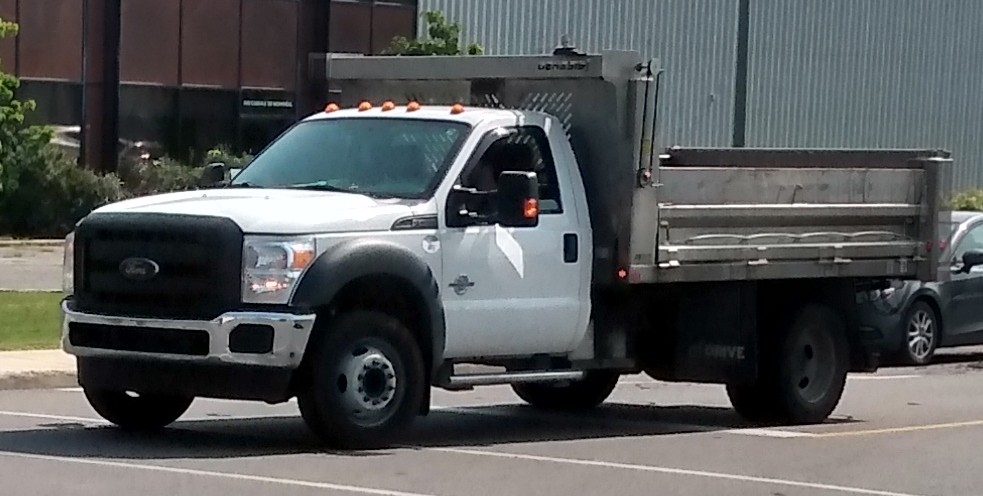
Ford F-350 Super Duty 3 (2011—2016)

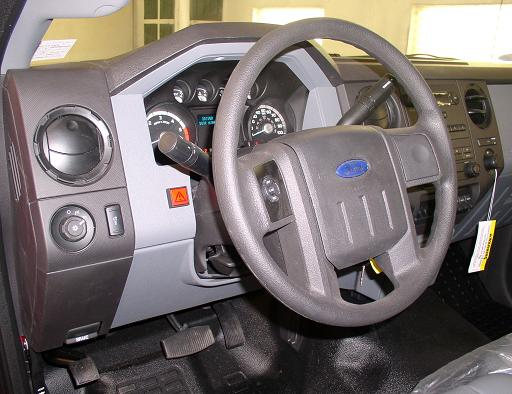

У третій генерації Super Duty дизель PowerStroke отримав обсяг 6,7 л і кілька разів міняв віддачу (аж до 446 кінських сил і 1166 Нм). Базовим же бензиновим мотором в серії вважався V8 6.2 Boss (390 к.с., 549 Нм). Фактично це була велика переробка другого покоління, яка зачепила зовнішність, салон і техніку. З'явилися різні новації, наприклад, блокування заднього диференціала.

### Двигуни
Бензинові:
- 6.2 л Boss SOHC V8
- 6.8 л Triton V10 (тільки F450/F550 C&C)

Дизельний:
- 6.7 л Power Stroke Turbodiesel V8

## Четверте покоління (P558)

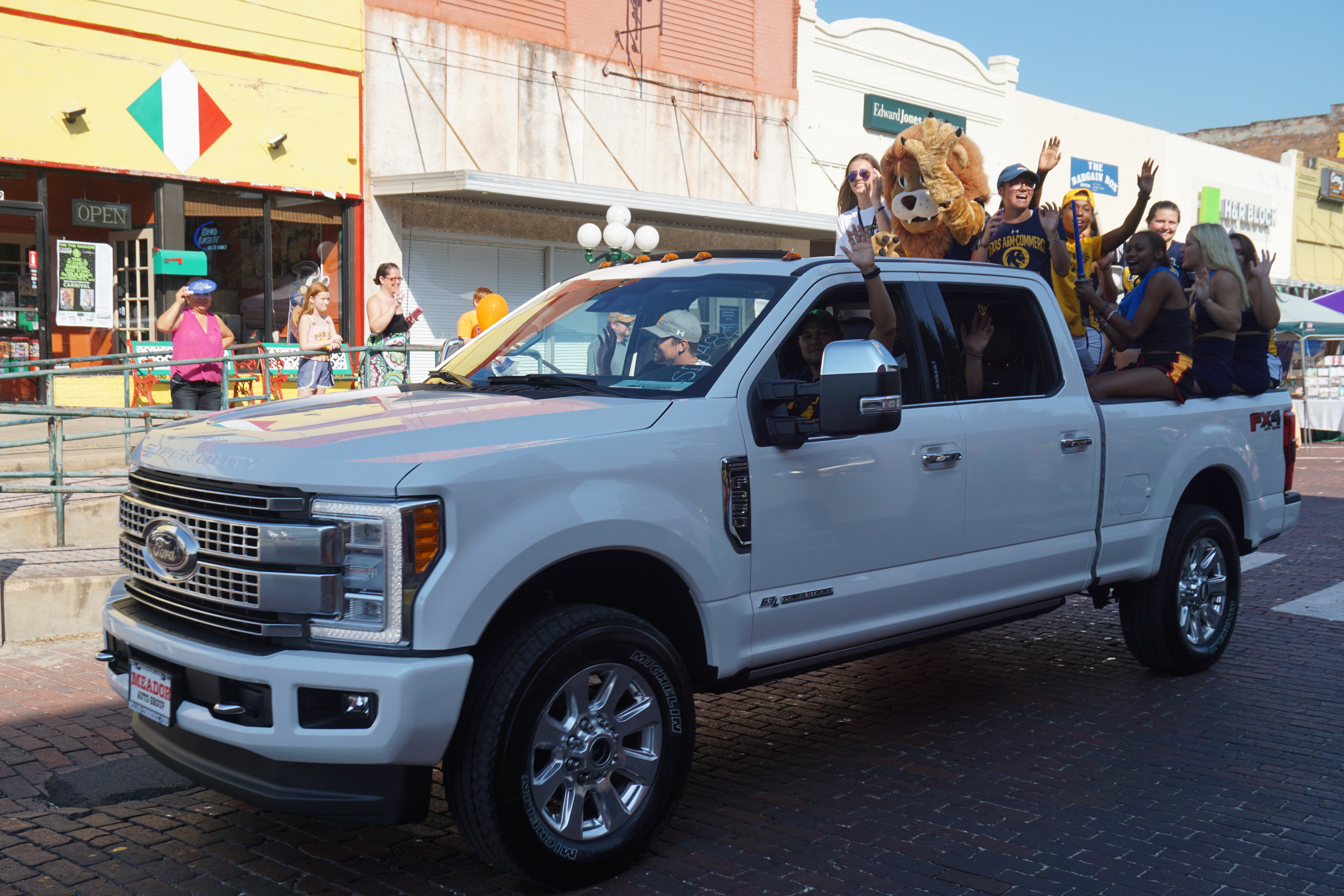
Ford F-250 Super Duty (2016—2019)

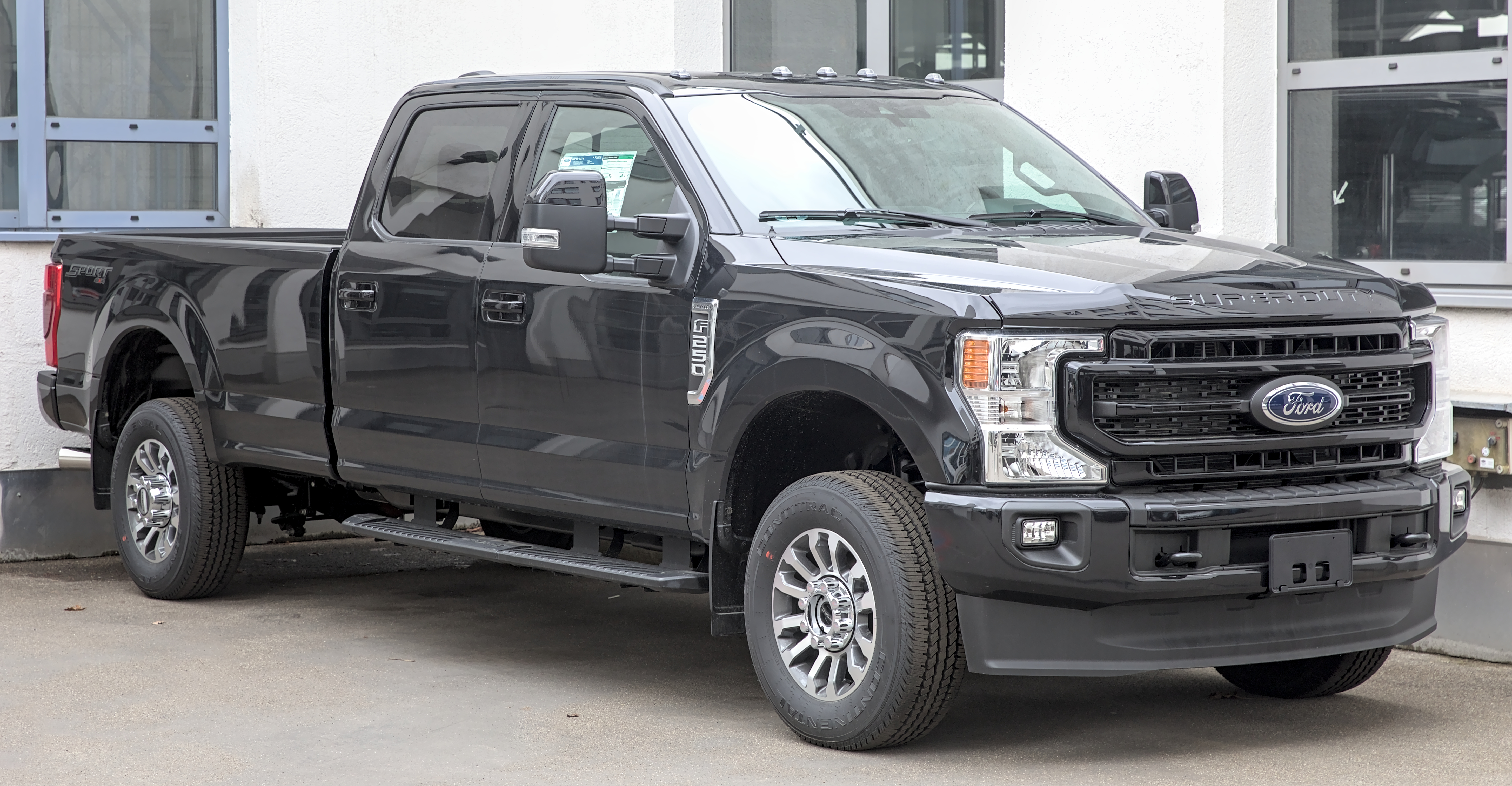
Ford F-250 Super Duty (2019—2022)

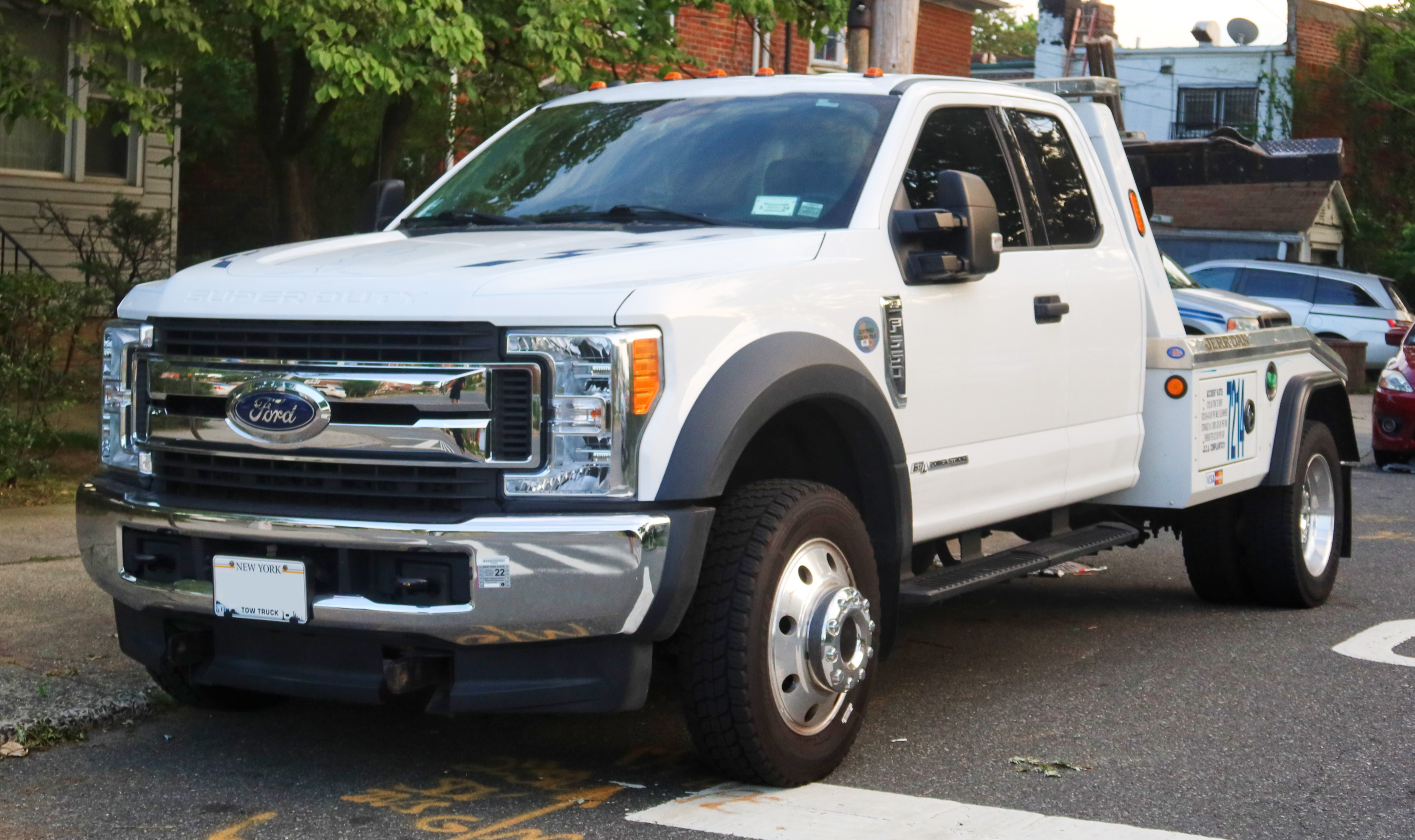
Ford F-550 Super Duty

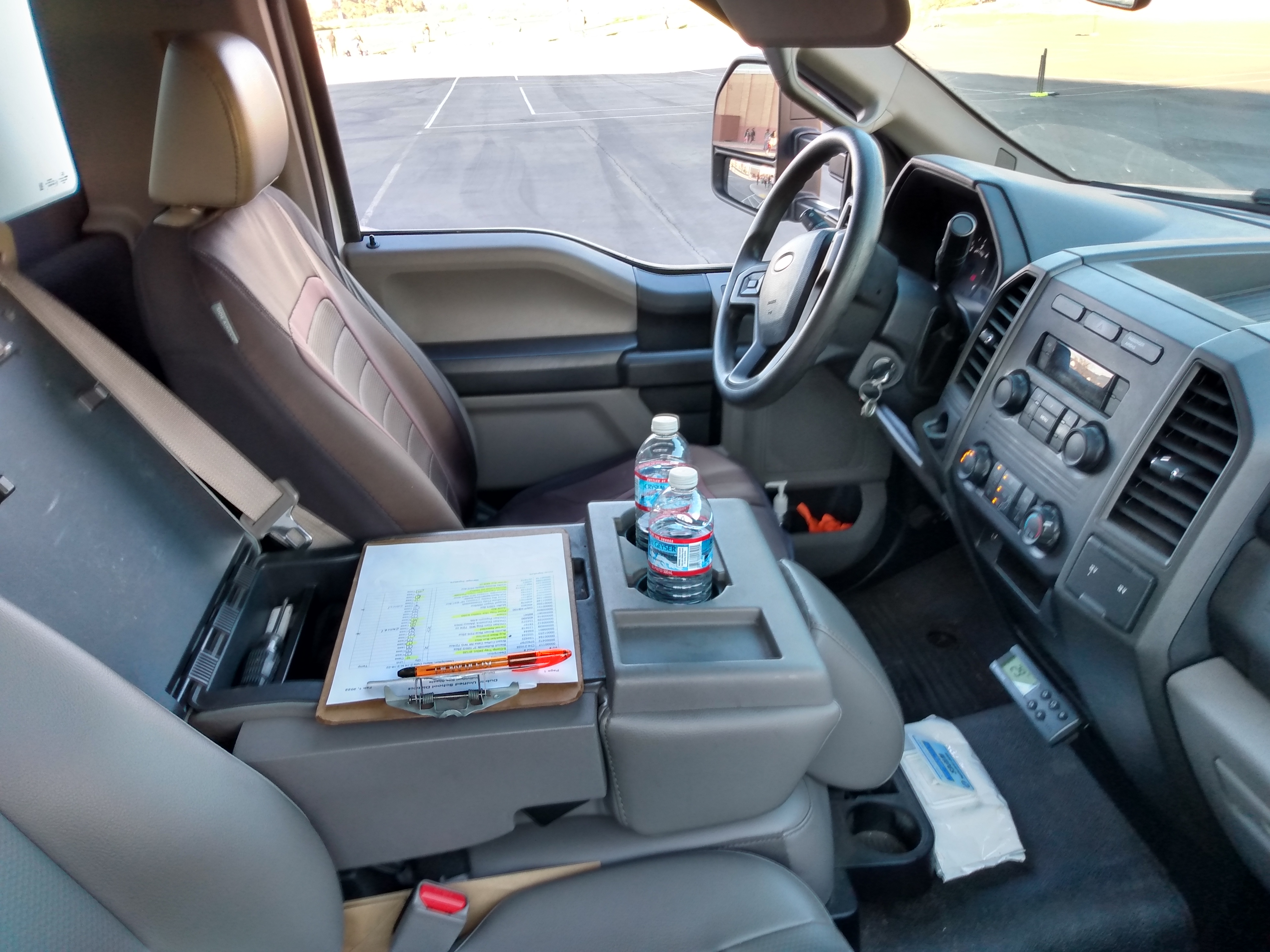

В вересні 2015 року представили четвертий Super Duty. Нова рама більш ніж на 95 % виконана з високоміцної сталі, що підвищило її жорсткість в 24 рази. Вибір моторів бензиновий V8 6.2 л, а також турбодизель V8 6.7 л.

### Ford F-350
Ford F-350 Super Duty є «братом» одного з найбільш продаваних автомобілів в Америці — Ford F-150. Пікапи серії Super Duty типу F-250, F-350 і F-450 сконструйовані спеціально для транспортування і буксирування важких предметів. 
Передня частина автомобіля виділяється масивною решіткою радіатора і ксеноновими ходовими фарами. Хромована кришка капота трохи вигнута. Задні двері машини прикрашені тисненням «SUPER DUTY». Але, мабуть, найголовнішою зміною у конструкції вважається більш жорстка гідроформована рама. Форд комплектується 16-дюймовими дисками. Габарити автомобіля рівні: довжина — 5873 мм, ширина — 2030 мм, висота — 1963 мм, колісна база — 3602 мм. Super Duty 2016 року доступний з двома видами двигунів на вибір: 6,2-літровий, 8-циліндровий бензиновий і 6,7-літровий 8-циліндровий турбодизель Power Stroke. Бензиновий двигун має потужність 385 кінських сил, а турбодизель — 440 к.с. Обидва двигуни працюють у парі з 6-ступінчастою автоматичною коробкою передач. Автомобіль може оснащуватися приводом на два колеса або ж повним приводом.

### Двигуни
Бензинові
- 6.2 л Boss SOHC V8 385 к.с., 583 Нм
- 6.8 л Triton V10 (тільки F450/F550) 288 к.с., 575 Нм
- 7.3 л Godzilla OHV V8 436 к.с. 644 Нм (з 2020)

Дизельні
- 6.7 л Power Stroke V8 446 к.с., 1254 Нм (2016—2017)
- 6.7 л Power Stroke V8 456 к.с., 1268 Нм (2017—2019)
- 6.7 л Power Stroke V8 481,5 к.с., 1424 Нм (з 2019)

## П'яте покоління (P708)

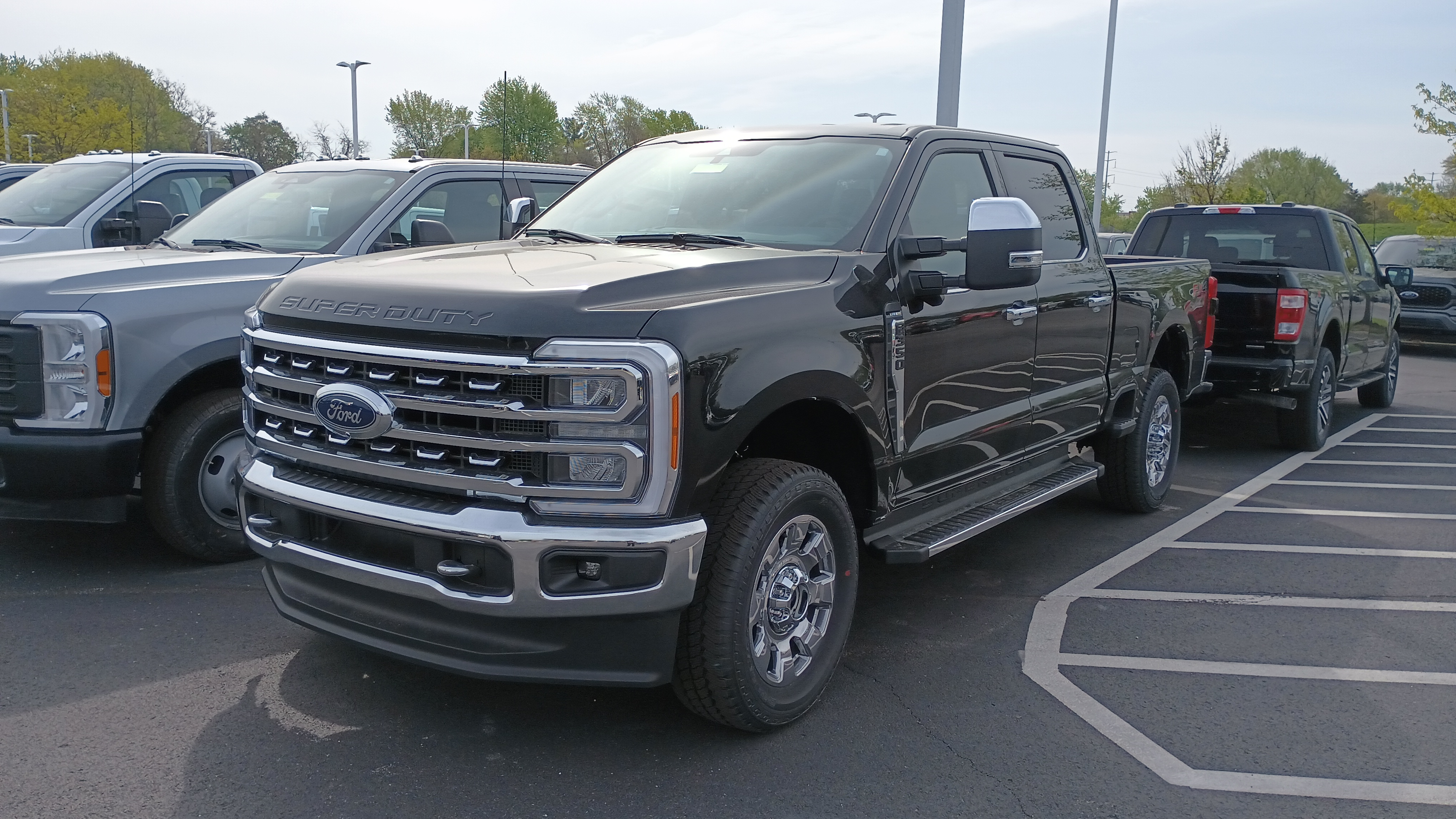
Ford F-350 Super Duty

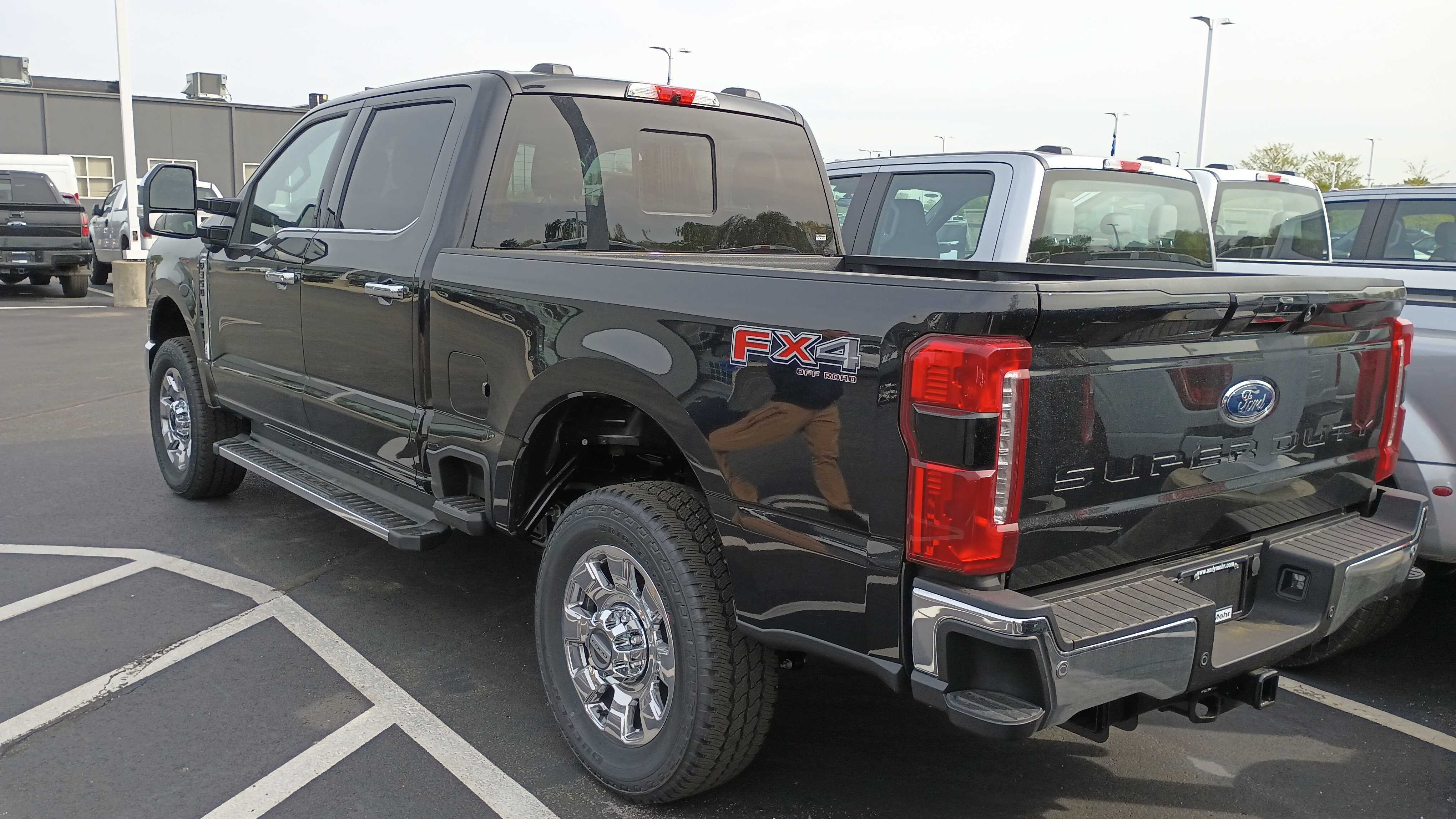
Ford F-350 Super Duty

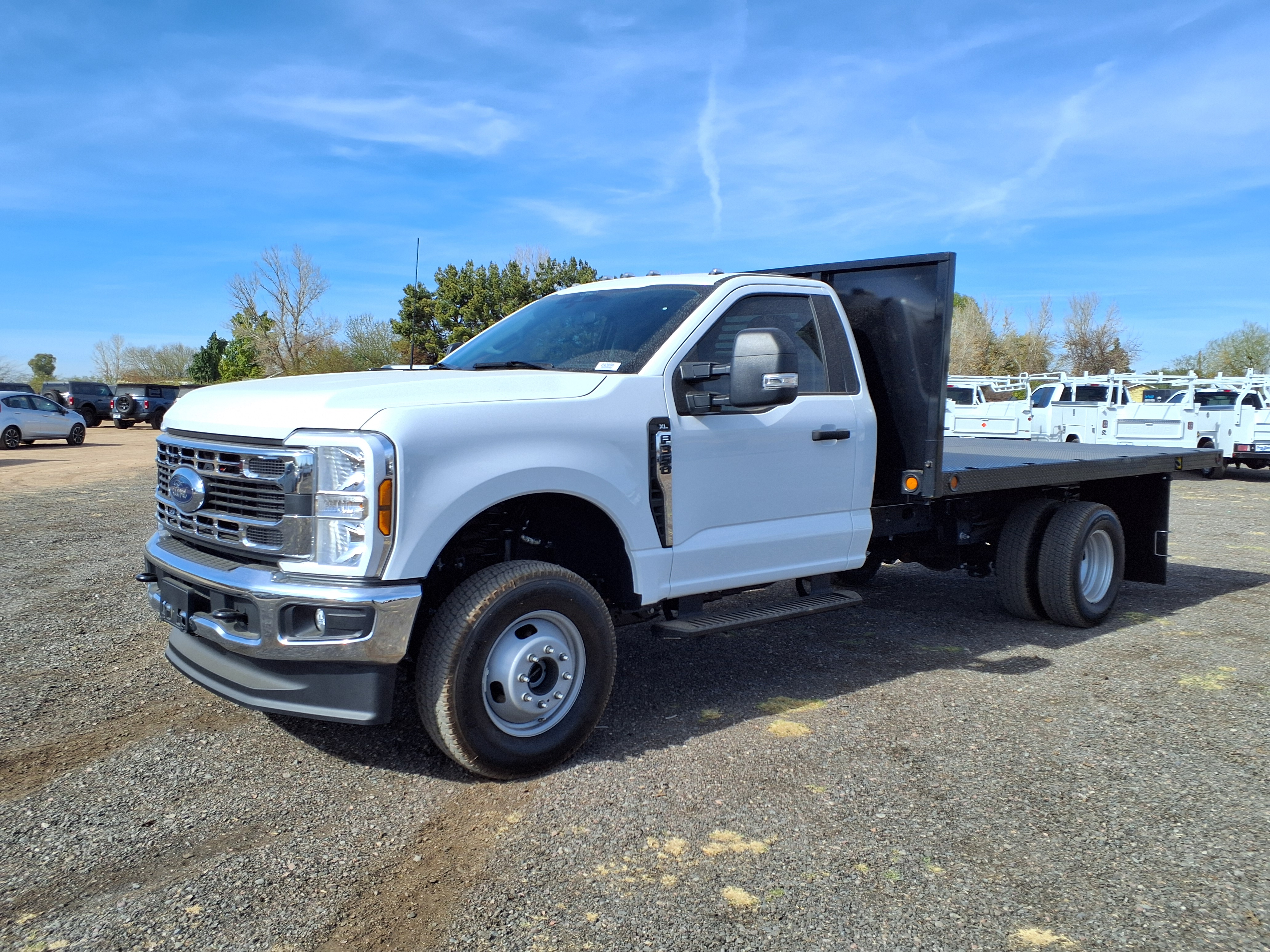
Ford F-350 Super Duty XL

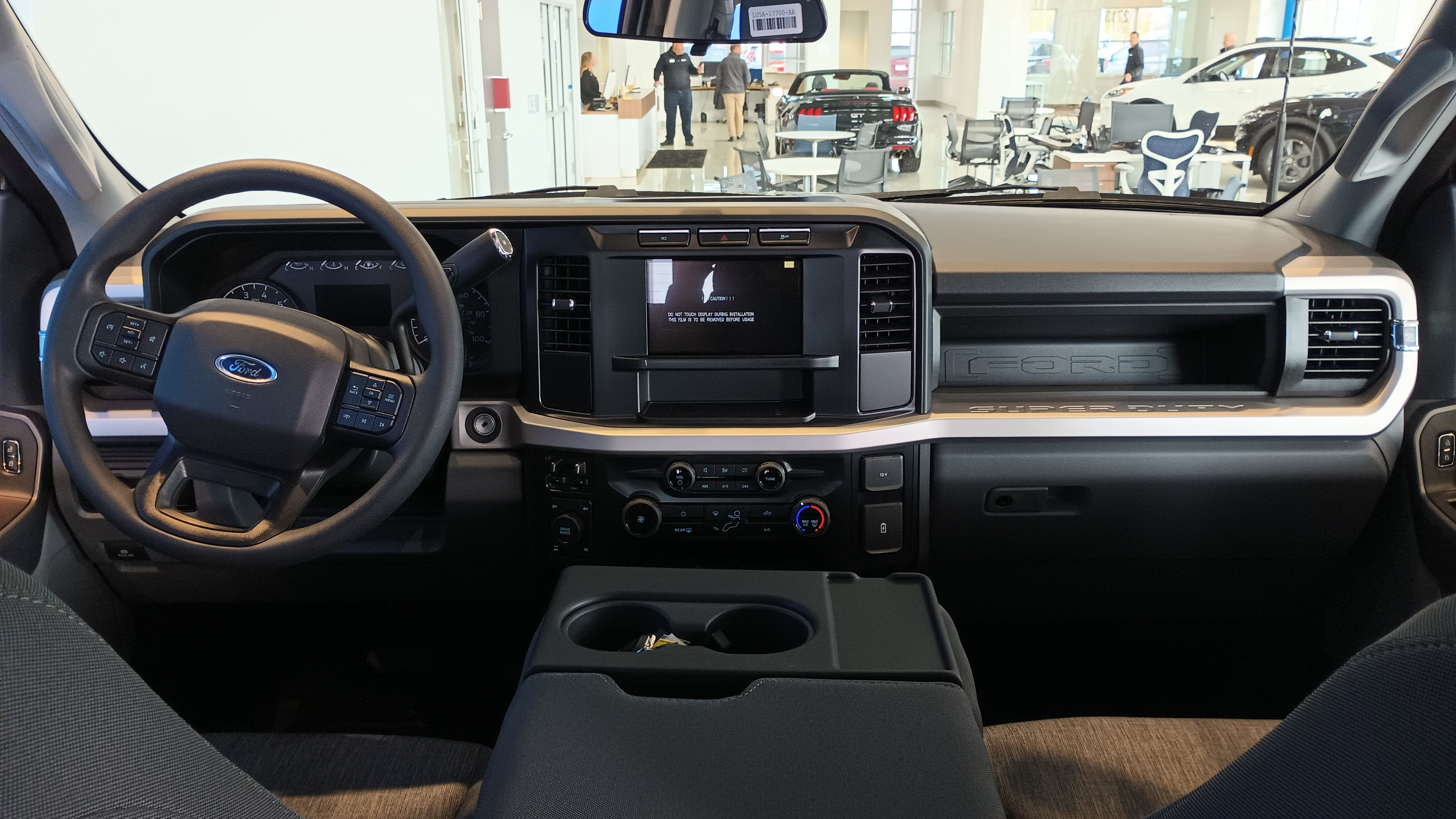

П'яте покоління Super Duty було представлено у вересні 2022 року. Через сім років після представлення попередньої моделі Ford представив абсолютно нове четверте покоління Super Duty. Наслідуючи приклад меншої серії F, автомобіль пройшов ряд еволюційних модифікацій із застосуванням абсолютно нової підлоги та технологічних рішень. Передня панель прикрашена характерними фарами, виготовленими за світлодіодною технологією, які плавно оточують масивну хромовану решітку радіатора[джерело?].
Масивна подовжена панель приладів була плавно з'єднана з широким тунелем, поділяючи ці елементи з пов'язаною серією F. На широкій центральній консолі домінує 14-дюймовий сенсорний екран мультимедійної системи, що пропонує підключення до зовнішніх інтерфейсів та Інтернету[джерело?].
Як і в його попереднику, лінійка силових агрегатів складається з бензинових і дизельних двигунів V8 об'ємом від 6,2 до 7,3 л. На відміну від меншої F-Series, виробник не віддав перевагу електрифікації і зупинився на класичних трансмісіях[джерело?].
Замовлення на нове покоління Ford F-Series Super Duty почали надходити в жовтні 2022 року. Виробництво почалося на початку 2023 року на американському заводі Ford у Луїсвіллі, штат Кентуккі[джерело?].

### Двигуни
- 6.8l V8 405 к.с.
- 7.3l Godzilla V8 430 к.с.
- 6.7l Power Stroke V8 475 к.с.
- 6.7l HO Power Stroke V8 500 к.с.